# Saint-Hilaire-de-Chaléons

Localització de Saint-Hilaire-de-Chaléons

Saint-Hilaire-de-Chaléons (en bretó Sant-Eler-Kaleon, en gal·ló Saent-Hilaire) és un municipi francès, situat a la regió de país del Loira, al departament de Loira Atlàntic, que històricament ha format part de la Bretanya. L'any 2006 tenia 1.791 habitants. Limita amb els municipis de Bourgneuf-en-Retz al sud-oest, Sainte-Pazanne, Port-Saint-Père, Rouans, Chéméré, Arthon-en-Retz i Pornic.

## Demografia
| 1801                                       | 1866 | 1911 | 1921 | 1936 | 1962 | 1968 | 1975 | 1982 | 1990 | 1999 | 2006 |
| ------------------------------------------ | ---- | ---- | ---- | ---- | ---- | ---- | ---- | ---- | ---- | ---- | ---- |
| 874                                        | 1529 | 1508 | 1362 | 1249 | 1304 | 1311 | 1255 | 1362 | 1333 | 1545 | 1791 |
| Des de 1962: població sense dobles comptes |      |      |      |      |      |      |      |      |      |      |      |

## Administració
| Període   | Identitat           | Partit |
| --------- | ------------------- | ------ |
| 1982-1983 | Camille Recoquillé  |        |
| 1983-1989 | Jean Dupont         |        |
| 1989-2008 | François Loquais    |        |
| 2008-     | Françoise Relandeau |        |